# Maidie Arkutu
Maidie Arkutu est une dirigeante d'entreprises ghanéenne. Elle est directrice générale d’Unilever Ghana et ensuite PDG de la multinationale anglo-néerlandaise en Côte d’Ivoire. Depuis mai 2020, elle est la vice-présidente senior chargée du développement de nouvelles activités pour Nutrifoods Ghana Ltd,.

## Biographie
Maidie Arkutu est titulaire d'un diplôme en marketing du Chartered Institute of Marketing. Elle est également titulaire d'une maîtrise en administration des affaires de la Vrije Universiteit Brussels, et d'une licence en économie et en français du Vesalius College, en Belgique. Avant de prendre la tête de la multinationale, Maidie est, depuis le 1er mai 2013, directrice générale et exécutive d'Unilever Ghana Limited. Avant sa nomination comme PDG, elle est d'abord vice-présidente chargée de l’Afrique francophone en janvier 2017. Maidie Arkutu à aussi travaillé pour Coca cola pour l'Afrique centrale et orientale. Là, elle occupe le poste directrice du marketing des îles et de l'Afrique centrale. À ce titre, elle dirige l'équipe de marketing des franchises de 11 pays francophones, dont la RDC, l'île Maurice et Madagascar.

## Récompenses
Arkutu est distinguée plusieurs. Elle à notamment reçu le prix de la Féminine Ghana Achievement Awards 2016 dans la catégorie cadre de fabrication le plus remarquable - Produits personnels. Au GUBA Awards 2017, elle reçoit le prix de la femme leader influente,,,.